# Чемпіонат світу з хокею із шайбою 1931
Чемпіонат світу з хокею із шайбою 1931 — 5-й чемпіонат світу з хокею із шайбою, який проходив в період з 1 лютого по 8 лютого 1931 року. Матчі відбувались у польському місті Криниця-Здруй. Переможці турніру канадці, були представлені командою Університету Манітоби.

## Кваліфікація
| Перший раунд   |               |                |   |                 |            |
| 1. Лютого 1931 | Криниця-Здруй | Чехословаччина | – | Угорщина        | 4:1        |
| 1. Лютого 1931 | Криниця-Здруй | Австрія        | – | Велика Британія | 1:0 (2 ОТ) |
|                |               |                |   |                 |            |
| Другий раунд   |               |                |   |                 |            |
| 1. Лютого 1931 | Криниця-Здруй | Канада         | – | Франція         | 9:0        |
| 2. Лютого 1931 | Криниця-Здруй | Чехословаччина | – | Польща          | 4:1        |
| 2. Лютого 1931 | Криниця-Здруй | Швеція         | – | Австрія         | 3:1        |
| 2. Лютого 1931 | Криниця-Здруй | США            | – | Румунія         | 15:0       |
|                |               |                |   |                 |            |
| Третій раунд   |               |                |   |                 |            |
| 3. Лютого 1931 | Криниця-Здруй | Польща         | – | Франція         | 2:1 (ОТ)   |
| 3. Лютого 1931 | Криниця-Здруй | Австрія        | – | Румунія         | 7:0        |

## Втішний раунд
| Перший тур |               |                 |   |                 |      |
|            | Криниця-Здруй | Угорщина        | – | Велика Британія | 3:1  |
|            | Криниця-Здруй | Франція         | – | Румунія         | 7:1  |
|            |               |                 |   |                 |      |
| Другий тур |               |                 |   |                 |      |
|            | Криниця-Здруй | Угорщина        | – | Румунія         | 9:1  |
|            | Криниця-Здруй | Велика Британія | – | Франція         | 2:1  |
|            |               |                 |   |                 |      |
| Третій тур |               |                 |   |                 |      |
|            | Криниця-Здруй | Велика Британія | – | Румунія         | 11:0 |
|            | Криниця-Здруй | Угорщина        | – | Франція         | 1:0  |

### Підсумкова таблиця
| М | Команда         | І | Пер | Н | Пор | Ш    | О |
| - | --------------- | - | --- | - | --- | ---- | - |
| 1 | Угорщина        | 3 | 3   | 0 | 0   | 13:2 | 6 |
| 2 | Велика Британія | 3 | 2   | 0 | 1   | 14:4 | 4 |
| 3 | Франція         | 3 | 1   | 0 | 2   | 8:4  | 2 |
| 4 | Румунія         | 3 | 0   | 0 | 3   | 2:27 | 0 |

Скорочення: М = підсумкове місце, І = ігри, Пер = перемоги, Н = нічиї, Пор = поразки, Ш = закинуті та пропущені шайби, О = набрані очки

## Фінальний раунд
| 4. Лютого 1931 | Криниця-Здруй | США            | – | Австрія        | 2:1 |
| 4. Лютого 1931 | Криниця-Здруй | Канада         | – | Чехословаччина | 2:0 |
| 4. Лютого 1931 | Криниця-Здруй | Польща         | – | Швеція         | 2:0 |
| 5. Лютого 1931 | Криниця-Здруй | Чехословаччина | – | Австрія        | 2:1 |
| 5. Лютого 1931 | Криниця-Здруй | США            | – | Швеція         | 3:0 |
| 5. Лютого 1931 | Криниця-Здруй | Канада         | – | Польща         | 3:0 |
| 6. Лютого 1931 | Криниця-Здруй | США            | – | Чехословаччина | 1:0 |
| 6. Лютого 1931 | Криниця-Здруй | Канада         | – | Швеція         | 0:0 |
| 6. Лютого 1931 | Криниця-Здруй | Австрія        | – | Польща         | 2:1 |
| 7. Лютого 1931 | Криниця-Здруй | Швеція         | – | Чехословаччина | 1:0 |
| 7. Лютого 1931 | Криниця-Здруй | Канада         | – | Австрія        | 8:0 |
| 7. Лютого 1931 | Криниця-Здруй | США            | – | Польща         | 1:0 |
| 8. Лютого 1931 | Криниця-Здруй | Австрія        | – | Швеція         | 1:0 |
| 8. Лютого 1931 | Криниця-Здруй | Канада         | – | США            | 2:0 |
| 8. Лютого 1931 | Криниця-Здруй | Польща         | – | Чехословаччина | 0:0 |

### Підсумкова таблиця
| М | Команда        | І | Пер | Н | Пор | Ш    | О |
| - | -------------- | - | --- | - | --- | ---- | - |
| 1 | Канада         | 5 | 4   | 1 | 0   | 15:0 | 9 |
| 2 | США            | 5 | 4   | 0 | 1   | 7:3  | 8 |
| 3 | Австрія        | 5 | 2   | 0 | 3   | 5:13 | 4 |
| 4 | Польща         | 5 | 1   | 1 | 3   | 3:6  | 3 |
| 5 | Чехословаччина | 5 | 1   | 1 | 3   | 2:5  | 3 |
| 6 | Швеція         | 5 | 1   | 1 | 3   | 1:6  | 3 |

## Склад чемпіонів світу
| Чемпіон світу 1931 Канада П'ятий титул |

Арт Путті (воротар); Гі Вільямсон, Ворд Макві, Гордон Маккензі (капітан), Блейк Вотсон (граючий тренер), Джордж Гілл, Джон Підкок, Деніел Макколлум, Френк Морріс, Джордж Гербатт.

### Підсумкова таблиця чемпіонату світу
|    | Канада          |
|    | США             |
|    | Австрія         |
| 4  | Польща          |
| 5  | Чехословаччина  |
| 6  | Швеція          |
| 7  | Угорщина        |
| 8  | Велика Британія |
| 9  | Франція         |
| 10 | Румунія         |

## Склад чемпіонів Європи
| Чемпіон Європи 1931 Австрія Другий титул |

Герберт Брюк, Фрідріх Деммер, Жак Дітріхштайн, Антон Емгардт, Йозеф Гьобл, Бруно Кахане, Карл Кірхбергер, Ульріх Ледерер, Вальтер Селл, Ганс Татцер, Ганс Трауттенберг, Герман Вайс.

### Підсумкова таблиця чемпіонату Європи
|   | Австрія         |
|   | Польща          |
|   | Чехословаччина  |
| 4 | Швеція          |
| 5 | Франція         |
| 5 | Румунія         |
| 7 | Велика Британія |
| 7 | Угорщина        |